# Everhardus Kickius
Everhardus o Everardus o Edward Kickius, o Kychious o Kickees o Kickers o Kychicus o Kik o Kick o Kikius o Kytchious (1636 – ... (dopo il 1701)), è stato un pittore e disegnatore scozzese di origine olandese.

## Biografia
Padre di Apollonia, fu attivo dal 1660 al 1704-1705. Operò inizialmente in Olanda Settentrionale. Poi, tra il 1673 ed il 1674, fu assistente di David Loggan alla realizzazione della raccolta Oxonia illustrata. Intorno al 1680 operò a Edimburgo, nel 1687 in Inghilterra e, tra il maggio 1703 ed il maggio 1705, presso Badminton House, dove eseguì studi di piante per la Duchessa di Beaufort.
Lavorò, inoltre, per Hans Sloane, collaborando alla preparazione della Natural History of Jamaica (1707-botanica; 1725-zoologia): eseguì, infatti, una parte dei disegni (gli altri furono realizzati da Garret Moore in Giamaica) a partire dai quali Michiel van der Gucht incise le tavole per l'illustrazione dei volumi.
Molti dei disegni di quest'artista sono ora conservati nell’Erbario di Sloane presso il Museo di Storia naturale. Su uno di questi è indicato anno aetatis suae 64, 26 luglio 1700, da cui è stato ricavato il suo anno di nascita. Altri suoi disegni si trovano nella Royal Collection, a Badminton e presso il British Museum.
Kickius si dedicò soprattutto alla realizzazione di nature morte floreali e illustrazioni botaniche, utilizzando generalmente colori a olio.